# Томе Момировський
То́ме Момиро́вський (мак. Томе Момировски; *4 квітня 1927, Кичево, Королівство сербів, хорватів і словенців, тепер Північна Македонія — †20 березня 2012, м. Скоп'є, Македонія) — македонський письменник, журналіст, перекладач, есеїст, критик і громадський діяч.

## З біографії
Томе Момировський народився 4 квітня 1927 року в місті Кичево.
Закінчив філософський факультет Скопського університету.
Томе Момировський — активний учасник Народно-визвольної війни 1941-45 років (під час Другої світової війни).
Працював головним редактором часопису „Иднина“ (Скоп'є), „Културен живот“ (Белград), вісника „Млад борец“ (Скоп'є) і на Радіо Скоп'є, а також редактором часопису „Современост“, „Културен живот“ і „Погледи“ (всі — Скоп'є).
Томе Момировський був міністром культури Македонії, головою Македонського культурно-просвітницького товариства, головою Комітету з культури і мистецтва Федеральної конференції Югославії.
Прозаїк був членом Спілки письменників Македонії починаючи з 1957 року.
Також Томе Момировський був членом Македонського ПЕН-центру.
Помер 3 березня 2012 року в столиці вже незалежної македонської держави місті Скоп'є.

## Творчість і визнання
Т. Момировський є автором багатьох оповідань, есе, новел і критичних нарисів.
Бібліографія:
- Стреи и песоци (1956);
- «Кроки» (Чекори, оповідання, 1957);
- «Гріховний тиждень» (Грешна недела, роман, 1961);
- Неспокои (оповідання та новели, 1969);
- «Роки безсоння» (Години несоници, роман, 1972);
- «Культура, культурні цінності та молодь» (Културата, културните вредности и младината, есеї, 1975);
- Бреслики (повість, 1976);
- «Зв'язки і синтези» (Односи и синтези, есеї та критика, 1978);
- «Культура і простір» (Културата и просторот, есеї, 1979);
- Акцијаши (роман, 1982);
- Вишнеење (драма, 1983);
- «Відшукана пісня» (Искована песна, антологія македонської поезії, 1984);
- «Ідеї і творчість» (Идеи и творештво, есеї та критика, 1984);
- Виделина (оповідання та новели, 1984);
- Охридска Талија (монодрама, 1985);
- Коловратница (оповідання, 1986);
- «Культурне співробітництво і єднання» (Културна соработка и заедништво, монографія, 1987);
- Бела (повість для дітей, 1987);
- Вибрані твори (Избрани дела, у 5-ти томах, 1987);
- «Перехрестя» (Крстопати, есеї та критика, 1990);
- «Світоч із Преспи» (Светлоносецот од Преспа, біографічно-есеїчтична книга про поета Міте Богоєвського, 1992);
- Чун (роман, 1992);
- «Листя» (Ластари, оповідання для дітей, 1993);
- «Мальовнича земля» (Живописана земја, есеїстична проза, 1995);
- «Сніжинки» (Снежинки, казки для дітей, 1996);
- «Після півночі» (По полноќ, роман, 1998);
- «Юність» (Младбелина, поезія, 2000).

Українською мовою оповідання Томе Момировського «Діо Богдан» переклав Андрій Лисенко (увійшло до збірки «Македонська новела», яка вийшла 1972 року в серії «Зарубіжна новела» і за яку перекладач отримав міжнародну премію «Золоте перо»).
Томе Момировський за свою літературну творчість має низку місцевих нагород і визнань, зокрема премії „13 ноември“ (премія міста Скоп'є, 1961), „11 октомври“, „Рациново признание“, „РТВ на СВП“, „Климент Охридски“ і „Мито Хадживасилев – Ясмин“.

## Джерело
- Коротко про авторів // Македонська новела. Київ: Дніпро, 1972, с. 359.